# شمواة
الشَمْوَاة أو الشَمْوَاه أو ظَبْي الجَبَل (بالإنجليزية: Chamois)‏ هو نوع من الظباء الماعزية المتوطنة في جبال أوروبا، بما في ذلك جبال الكاربات في رومانيا وجبال الألب وجبال تاترا والبلقان وأجزاء من تركيا والقوقاز. كما أدخلت الشمواة إلى الجزيرة الجنوبية لنيوزيلندا. بعض الأنواع الفرعية محمية تمامًا من قبل الاتحاد الأوروبي في إطار توجيهات الموائل الأوروبية.